# ミデカマイシン
ミデカマイシン（英：Midecamycin）は、Streptomyces mycarofacienから合成されるマクロライド系抗生物質である。

## 物性
ミデカマイシンの融点は、化合物の種類や参照した情報源によって異なる場合がある。例えば、Merck IndexではA1型の融点は155-156℃であるのに対し、日本薬局方では153-158℃とされている。Merck Indexではまた、A3型の融点は122～125℃となっている。